# Théâtre antique de Vendeuil-Caply
Le théâtre antique de Vendeuil-Caply est un ancien édifice de spectacle romain situé à Vendeuil-Caply, dans l'Oise en région Hauts-de-France. Le théâtre fait l’objet d’un classement au titre des monuments historiques depuis le 16 mars 1982.

## Localisation
Situé à 2,5 kilomètres au sud du bourg de Breteuil, entre la route de Beauvais et celle de Saint-Just-en-Chaussée, le site antique de Vendeuil-Caply s'étend sur près de 130 hectares (extension maximale des structures repérées par l'archéologie aérienne) et également une partie des communes limitrophes de Beauvoir et de Saint-André-Farivillers.
Pendant l'empire romain, Le vicus qu'était Vendeuil-Caply était situé sur la voie romaine reliant Caesaromagus (Beauvais) à Paliartus ? (Paillart) où elle rejoignait la via Agrippa de l'Océan reliant Lugdunum (Lyon) à Gesoriacum (Boulogne-sur-Mer)

## Historique

### Un oppidum de l'Âge du fer?
Le Calmont comportait certainement un oppidum (camp fortifié gaulois). Des traces de défense artificielles y ont été observées, mais les recherches décisives restent à effectuer.
Était-ce le « Bratuspantium » cité par Jules César ?

### Une agglomération gallo-romaine desIeretIIesiècles
C'est dans la vallée Saint-Denis que s'installa l'essentiel de la ville gallo-romaine, s'étendant sur 130 hectares, entre le mont Catelet et celui de Calmont, à deux kilomètres au sud de l'église Saint-Martin. La surface occupée correspond à peu près à la surface d'un rectangle de 1 200 mètres de longueur et à une largeur supérieure à 1 000 mètres.
Seul vestige bien conservé de ce vicus gallo-romain, chef-lieu d'un pagus de la civitas des Bellovaques, le théâtre des Ier et IIe siècles témoigne de ce que fut son importance passée. Certains historiens pensent que ces vestiges sont ceux de Brantuspantium, mentionné dans les commentaires de César.
Des fouilles ont mis au jour des poteries sigillées provenant de La Graufesenque.

### Ruine et déplacement de l'habitat auIIIesiècle
Les invasions de la fin du IIIe siècle lui furent fatales et l'habitat se déplaça vers le nord, à Vendeuil. Le site antique ne fut toutefois pas complètement abandonné comme le prouve l'existence d'une église dédiée à saint Denis, aujourd'hui disparue, qui était bâtie dans le cimetière isolé, situé en bordure de la route départementale 916.

### La redécouverte du site
Le texte le plus ancien faisant état des vestiges du site remonte à la fin du XVIe siècle. Il s'agit d'un rapport rédigé en 1574 à la demande du Prince de Condé, seigneur de Breteuil.
Au XVIIe siècle, le site était surnommé « Pérou des Antiquaires » tant on y trouvait d'objets pour enrichir les collections de certains cabinets privés, tel celui de Sully, seigneur de Vendeuil. C'est Louvet, un historien de la région qui le premier observa dans les champs de céréales le tracé des rues. 
Au début du XIXe siècle, Jacques Cambry, premier préfet de l'Oise et féru d'histoire, y fit faire des recherches. On lui doit les premières gravures et descriptions de mobilier ainsi que quelques observations au sol. En 1843, l'abbé Devic publia une importante étude, bien commentée et complétée d'un plan de ses observations. Quoique imprécis, on distingue sur ce plan :
- la voie romaine de Beauvais à Amiens ;
- la colline du Catelet ;
- la Vallée Saint-Denis ;
- l'emplacement du grand théâtre,
- l'existence d'un bosquet attestant que ce fut là le dernier endroit de la ville antique à être remis en culture.

Des recherches fragmentaires se poursuivirent jusqu'à la veille de la Première Guerre mondiale où fut signalée l'existence d'un Théâtre romain antique et de thermes.

### Les fouilles archéologiques
C'est un cliché aérien, réalisé par l'IGN, en 1955 qui fut à l'origine des recherches menées sur le terrain dès 1956. Ce cliché a été complété par ceux de Roger Agache et de François Vasselle. La compilation de ces vues aériennes, les observations réalisées au sol et les sondages ont donné la possibilité des premières fouilles archéologiques en 1956. Ces fouilles menées sans discontinuité durant trente années, de 1956 à 1986, sous la direction de Gérard Dufour ont permis des découvertes importantes, d'abord sur le petit théâtre puis sur le grand théâtre, avec l'aide précieuse de l'association des amis de Vendeuil-Caply. Ces travaux ont permis d'exhumer des bâtiments toujours visibles aujourd'hui. 
La colline du Catelet, au nord, est l'un des ensembles les plus remarquables du site. Un camp romain, probablement de l'époque césarienne, occupe une surface d'environ 10 hectares. Il est muni d'une porte, titulus, et possède un système complexe de défenses secondaires. Une double voie enterrée permettait son ravitaillement.
En 2007, dans le cadre des lois portant sur la décentralisation, le Conseil général de l'Oise a confirmé son intérêt pour le théâtre gallo-romain de Vendeuil-Caply qu'il s'est vu attribuer en pleine propriété par l'État.
En 2010, la Communauté de communes des Vallées de la Brèche et de la Noye (devenue, en 2017, la Communauté de communes de l'Oise Picarde) a fait construire un nouveau musée archéologique. Situé à deux cents mètres du théâtre, il est ouvert au public depuis le 4 juin 2011.

## Vestiges

### Les théâtres

#### Le petit théâtre
Le petit théâtre, partiellement fouillé, est une construction modeste. Son plan se présente sous forme d'un demi-cercle prolongé de deux droites parallèles. Son diamètre est d'environ 73 mètres. La partie inférieure de la cavea (demi-cercle des gradins) et l'orchestra (zone centrale du théâtre) étaient excavés dans le sol naturel (craie), tandis que le reste de la cavea reposait sur un remblai que maintenait extérieurement le mur périphérique. Il est probable que seul le bas de cette cavea comportait des gradins, le reste n'étant peut-être qu'une pente herbeuse. La construction de ce monument serait datable du quart du Ier siècle.

#### Le grand théâtre
Le grand théâtre était situé dans l'actuel val Saint-Denis et aurait été édifié à la fin du Ier siècle ou au début du IIe siècle, cet édifice pouvait à l’époque accueillir près de 4.000 spectateurs. Ont été mis au jour l’orchestra et des bâtiments scéniques et une cavea de plusieurs niveaux de gradins.
Vers les années 170-180, un incendie détruisit une grande partie du vicus. Le théâtre du Catelet fut abandonné tandis que celui du Val Saint-Denis fut réaménagé et agrandi pour la seconde fois.
Au IIIe siècle, invasions, révoltes et difficultés économiques provoquèrent le déclin du vicus. Le théâtre du Val Saint-Denis modifié servit de refuge et devint un castrum. Ce fut le seul secteur du vicus qui fut occupé au IVe siècle jusqu'au début du Ve siècle où le site fut abandonné.